# Don Hertzfeldt
Don Hertzfeldt (nascut l'1 d'agost de 1976) és un animador, escriptor i cineasta independent estatunidenc. Va ser nominat en dues ocasions als Premis Oscar que és més conegut per les pel·lícules animades It's Such a Beautiful Day, la sèrie World of Tomorrow, ME, i Rejected. El 2014, el seu treball va aparèixer a The Simpsons. Vuit dels seus curtmetratges han competit al Festival de Cinema de Sundance, un rècord del festival. També és l'únic cineasta que ha guanyat dues vegades el Gran Premi del Jurat del Festival de Cinema de Sundance al curtmetratge.
El treball d'Hertzfeldt ha estat descrit com "algunes de les animacions més influents que s'han creat mai", "algunes de les animacions més vitals i expressives del mil·lenni","alguns dels curtmetratges més essencials dels darrers 20 anys", i "pel·lícules d'un tipus que mai no existien abans". El 2020, GQ va descriure la seva obra com a "simultàniament tràgica i hilarant i filosòfica i crua i profundament trista i fatalista i, tanmateix, tossuda i decididament esperançadora".
It's Such a Beautiful Day i World of Tomorrow de Hertzfeldt han estat considerades per la crítica com dues de les millors pel·lícules d'animació de tots els temps.
Al seu llibre The World History of Animation, l'autor Stephen Cavalier escriu: "Hertzfeldt és un fenomen únic o potser un exemple d'una nova manera d'avançar per als animadors individuals que sobreviuen de manera independent en els seus propis termes... atreu el tipus de suport fanàtic de l'estudiant i de multituds alternatives que solen associar-se a les bandes de rock indie".
El darrer curtmetratge d'Hertzfeldt, ME, es va estrenar el 2024..

## Filmografia
- Ah, L'Amour (1995) (pel·lícula d'estudiant)
- Genre (1996) (pel·lícula d'estudiant)
- Lily and Jim (1997) (pel·lícula d'estudiant)
- Billy's Balloon (1998) (pel·lícula d'estudiant)
- Rejected (2000)
- Welcome to the Show/Intermission in the Third Dimension/The End of the Show (2003) (dibuixos animats creats per finalitzar el primer programa "Animation Show")
- The Meaning of Life (2005)
- Everything Will Be OK (2006)
- I Am So Proud of You (2008)
- Wisdom Teeth (2010)
- It's Such a Beautiful Day (2011)
- It's Such a Beautiful Day (2012) (versió llargmetratge)
- The Simpsons (2014) (episodi "Clown in the Dumps")
- World of Tomorrow (2015)
- World of Tomorrow - Episode Two: The Burden of Other People's Thoughts (2017)
- Intro (2017) (dibuix animat creat per presentar un programa teatral d'Hertzfeldt)
- World of Tomorrow - Episode Three: The Absent Destinations of David Prime (2020)
- On Memory (2021)
- ME (2024)[14]